# Sehnsen
Sehnsen ist ein Ort im Flecken Steyerberg im Landkreis Nienburg/Weser in Niedersachsen.

## Geschichte
Am 1. März 1974 wurde Sehnsen in den Flecken Steyerberg eingegliedert.

## Politik
Ortsvorsteher ist Hartmut Wehrs (CDU).